# Dzień weselny
Dzień weselny (ang. A Wedding) – amerykański komediodramat z 1978 roku w reżyserii Roberta Altmana. Film kręcono w Waukegan, Chicago, Oak Park oraz Lake Bluff w stanie Illinois.

## Fabuła
Wesele i ślub Dina Corelli z panną Brenner to prześmieszne połączenie sztucznej pobożności, seksualności, narkotyków, z życiem codziennym.

## Obsada
- Carol Burnett – Katherine „Tulip” Brenner
- Paul Dooley – Liam „Snooks” Brenner
- Amy Stryker – Muffin Brenner
- Mia Farrow – Elizabeth „Buffy” Brenner
- Dennis Christopher – Hughie Brenner
- Gerald Busby – David Ruteledge
- Peggy Ann Garner – Candice Ruteledge
- Mark R. Deming – Matthew Ruteledge
- Lesley Rogers – Rosie Bean
- Tim Thomerson – Russell Bean
- Marta Heflin – Shelby Munker
- Mary Seibel – Ciocia Marge Spar
- Margaret Ladd – Ruby Spar
- Lillian Gish – Nettie Sloan
- Nina Van Pallandt – Regina Sloan Corelli
- Vittorio Gassman – Luigi Corelli
- Desi Arnaz Jr. – Dino Sloan Corelli
- Belita Moreno – Daphne Corelli
- Luigi (Gigi) Proietti – Dino Corelli I (brat Luigi)
- Virginia Vestoff – Clarice Sloan
- Dina Merrill – Antoinette „Toni” Sloan Goddard
- Pat McCormick – Mackenzie „Mack” Goddard
- Ruth Nelson – Ciocia Beatrice Sloan Cory
- Ann Ryerson – Victoria Cory
- Cedric Scott – Randolph
- Craig Richard Nelson – kpt. Reedley Roots
- Jeff Perry – Bunky LeMay
- Howard Duff – dr Jules Meecham
- Beverly Ross – pielęgniarka Janet Schulman
- Geraldine Chaplin – Rita Billingsley
- Viveca Lindfors – Ingrid Hellstrom
- John Cromwell – Bishop Martin
- Lauren Hutton – Florence Farmer
- Allan F. Nicholls – Jake Jacobs
- John Considine as Jeff Kuykendall
- Dennis Franz – Koons
- Pam Dawber – Tracy Farrell
- Gavan O’Herlihy – Wilson Briggs
- Robert Fortier – Jim Habor
- Bert Remsen – William Williamson

## Nagrody i nominacje
- Złote Globy 1979: nominacja w kategorii Najlepsza aktorka drugoplanowa dla Carol Burnett
- BAFTA 1979: Nominacje w kategoriach:
  - Najlepszy reżyser dla Roberta Altmana
  - Najlepszy scenariusz
- Cezary (1979): nominacja w kategorii Najlepszy film zagraniczny
- MFF w San Sebastián (1978): wygrana w kategorii Najlepsza aktorka dla Carol Burnett
- Amerykańska Gildia Scenarzystów 1979: nominacja w kategorii Najlepszy scenariusz oryginalny komedii